# Karkar (starożytne miasto)

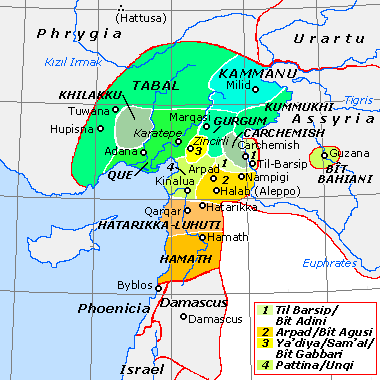
Syria starożytna ok. 800 roku p.n.e. z położeniem miasta (Qarqar)

Karkar (Qarqar) – w pierwszej połowie I tysiąclecia p.n.e. miasto nad Orontesem, w północnej części aramejskiego królestwa Hamat.
Znane głównie z wielkiej bitwy, stoczonej w 853 roku p.n.e. w jego pobliżu, pomiędzy armią asyryjskiego króla Salmanasara III i armią koalicji 12 lokalnych królów; jego identyfikacja ze stanowiskiem archeologicznym Tell Qarqur w północno-zachodniej Syrii jest bardzo prawdopodobna, choć dotąd nie potwierdzona bezpośrednimi dowodami.

## Historia
Nieliczne informacje o mieście pochodzą ze źródeł nowoasyryjskich, przede wszystkim z inskrypcji wyrytej na tzw. steli Salmanasara III. Zgodnie z nią Karkar w IX wieku p.n.e. znajdowało się w granicach aramejskiego królestwa Hamat. W 853 roku p.n.e. asyryjski król Salmanasar III wkroczył ze swą armią na terytorium Hamat, zmuszając jego króla Irhuleni do schronienia się w sąsiednim królestwie Damaszku. Jak podaje Salmanasar III w swej inskrypcji:
"Wyruszyłem z Halman (Aleppo) i dotarłem do miast (króla) Irhuleni z Hamat. Zdobyłem jego królewskie miasta Adennu, Parga i Argana. Zabrałem jeńców, (cały) jego majątek i dobytek, (po czym) spaliłem jego pałace"
Następnie król asyryjski wyruszył do Karkar, które zdobył i zniszczył:
"Wyruszyłem z miasta Argana i dotarłem do miasta Karkar. Zburzyłem, zrównałem z ziemią i spaliłem Karkar, jego królewskie miasto"
Dalszy pochód armii Salmanasara III powstrzymany został w pobliżu Karkar przez armię koalicji 12 lokalnych królów prowadzoną przez Ben-Hadada II z królestwa Damaszku, Irhuleni z królestwa Hamat i Achaba z północnego królestwa Izraela. Pomimo zapewnień króla asyryjskiego z jego inskrypcji, iż zadał on koalicji w bitwie pod Karkar druzgocącą klęskę, wielu badaczy obecnie uważa, iż nie zakończyła się ona zdecydowanym zwycięstwem żadnej ze stron.
Karkar wymieniane jest także w królewskich rocznikach Sargona II (722-705 p.n.e.), opisujących drugi rok jego panowania. Nazywane jest tam ulubionym miastem Jau-bi’diego, króla Hamat. W 720 r. p.n.e., w drugim roku swego panowania, Sargon II przybył pod Karkar i stoczył tu zwycięską bitwę z połączonymi siłami królestw Hamat, Gazy i Egiptu. Samo miasto Karkar zostało otoczone przez Asyryjczyków, zdobyte i zniszczone:
"Na rozkaz Aszura, mego boskiego opiekuna, zebrałem armię i otoczyłem Karkar, miasto Jau-bi’diego. Po tym gdy spaliłem Karkar i obdarłem żywcem Jau-bi’diego ze skóry, kazałem stracić buntowników w ich miastach, aby ponownie nastał pokój i harmonia"
Nazwa miasta wymieniana jest również w tekstach aramejskich, gdzie zapisywano ją Qrqr. Pojawia się ona na jednej ze stel z Sefire, w inskrypcji na odważniku z brązu z IX w. p.n.e. (šql Qrqr – "szekel z Karkar") i na graffiti wyrytym małymi literami na kamiennej płytce z Hamat z połowy VIII w. p.n.e. (Qrqr).